# Puente Viejo de Zamora
El Puente Viejo de Zamora (denominado también Puente de Olivares) fue un puente de piedra sobre el río Duero que existió hasta el siglo X (o XIII dependiendo de las fuentes) en la ciudad de Zamora. Con la construcción del puente de Piedra (puente nuevo) aguas arriba a comienzos del siglo XIII, los restos pétreos del puente de Olivares, visibles sobre las aguas del río, pasaron a denominarse puente viejo. La ciudad de Zamora careció de puente durante casi tres siglos, existiendo el llamado vado de don García como área de paso. Se desconoce si el puente viejo fue destruido por causas naturales, o intencionadamente por causas bélicas en la defensa pasiva de la ciudad contra las razias musulmanas procedentes del sur de la península durante la Edad Media. El puente daba servicio de transporte a la denominada vía de la Plata. A comienzos del siglo XXI pueden verse todavía restos del puente muy cerca de las aceñas de Olivares.

## Historia
A día de hoy, se ha aceptado la época medieval del puente mal llamado romano. Estudios de Miguel Ángel Mateos o Florián Ferrero confirman el hecho de que las ruinas del puente situado en Olivares sean de época medieval. Ello echa por tierra la teoría popular del puente romano que se ha mantenido durante años.
Algunos informes realizados a finales del siglo XIX muestran la posibilidad de una ciudad carente de puentes de acceso durante un periodo de casi tres siglos. Es posible que entrara en ruina en el siglo XII, siendo mantenido con diversas estructuras provisionales de madera hasta el siglo XIII en el que se construye el nuevo puente de piedra. El puente nuevo, denominado puente mayor o puente de piedra fue el segundo puente de Zamora. A este respecto existen dos hipótesis opuestas. La primera menciona que hubo un periodo de ausencia de los dos puentes, es decir, que no existieron simultáneamente ambos puentes careciendio la ciudad de un paso establecido durante un periodod de tiempo que va desde un siglo a tres. De esta opinión son los historiadores Fernández Duro, Ursicino Álvarez, y posteriormente Mateos Rodríguez Existen otros autores, sin embargo que ilustran una ciudad medieval con dos puentes coexistiendo en el río Duero. Otro punto sobre el que no existe un acuerdo entre los historiadores de la ciudad es la fecha de destrucción del puente viejo y las causas de la misma. Algunos autores mencionan el siglo X como fin, así como una destrucción deliberada por los líderes astures con el objeto de evitar ataques de las tropas musulmanas procedentes de los reinos del sur (véase: batalla de Alhandic y día de Zamora). Otras causas apoyadas por otros autores se centran en catástrofes naturales como pueden ser las habituales crecidas del río Duero.
A pesar de todo, el viejo puente derribado no se reconstruyó siendo así una defensa pasiva en las habituales reyertas entre los reinos del norte, y las tropas musulmanas del sur. Evitando así el avance de tropas por ese lado de la ciudad, empleando la defensa natural del río y las escarpadas murallas. Por las descripciones e ilustraciones del viajero Anton Van den Wyngaerde de mediados del siglo XVI se puede saber que el puente se encontraba en ruinas. Quedando sólo algunas estructuras de fábrica sobre el río, muy cerca de las aceñas de Olivares.

## Características
El puente comunicaba el barrio de Olivares con los barrios del extraponte. Desde la ciudad se salía por la puerta óptima a las lindes del puente por la vertiente derecha del mismo. Dependiendo de la época en la historia de la ciudad, la denominación 'viejo' o 'nuevo' repercute en dos puentes. 